# Josef Plenck
Joseph Jakob Plenck (* 28 de novembre de 1735 a Viena; † 24 d'agost de 1807 a Múnic) fou un metge austríac conegut sobretot per la seva aportació a la dermatologia.

## Biografia
Amb divuit anys ja era cirurgià. Després va ampliar estudis de medicina a Viena.
El 1763 esdevingué cirurgià de l'exèrcit imperial austríac i professor d'anatomia a Balli després professor de cirurgia i obstetrícia a la universitat de Tyrnau a Hongria.
Les seves obres més importants van ser traduïdes a diverses llengües entre les quals destaquen la dels tractaments oculars i de farmàcia quirúrgica.
Com a botànic destaca Elementa Terminologicae Botanicae que va ser traduïda al castellà per J.F. Bahí i Fontseca